# Hermandad de los Estudiantes (Sevilla)
La Hermandad de los Estudiantes, cuyo nombre oficial y completo es Pontificia, Patriarcal e Ilustrísima Hermandad y Archicofradía de Nazarenos del Santísimo Cristo de la Buena Muerte y María Santísima de la Angustia, es una cofradía católica instaurada en la ciudad de Sevilla, Andalucía, España. Tiene su sede en la capilla universitaria, en la calle San Fernando, que realiza su estación de penitencia en la Semana Santa el Martes Santo.

## Historia
La hermandad fue fundada por un grupo de profesores y alumnos de la Universidad de Sevilla el 17 de noviembre de 1924, siendo su primer Hermano Mayor D. Feliciano Candau y Pizarro.
Su sede canónica fue instaurada en la iglesia que la universidad tenía en la calle Laraña, la iglesia de la Anunciación, y realizó su primera estación de penitencia en la Semana Santa de 1926 únicamente con el paso de Cristo. 
Entre 1932 y 1934, con motivo de la clausura de la iglesia en la Segunda República Española, no realizó su estación de penitencia, celebrándose cultos ante fotografías de las imágenes en la iglesia del Salvador. En 1942 la hermandad adquirió la imagen de la Virgen de la Angustia, que salió por primera vez la tarde del Martes Santo de 1946.
En los años 50 la Universidad traslada su sede a la antigua Real Fábrica de Tabacos y el Cristo se trasladará a ese lugar desde la iglesia de la Anunciación en 1954. El Cristo sería colocado en un altar en el aula II de la Facultad de Derecho.
En 1966 la sede se la hermandad se traslada a su actual capilla, ubicada en la calle San Fernando y, en su estación de penitencia de 1973, las imágenes fueron portadas por primera vez por hermanos costaleros. 
El 28 de febrero de 1983, durante el traslado de la imagen de Cristo por una conmemoración, esta sufrió un accidente y se le desprendió la cabeza, por lo que no se pudo hacer la estación de penitencia ese año. Sin embargo, este hecho provocó el hallazgo del certificado de la autoría y datación de la imagen, ya que el autor lo había colocado en la unión del cuerpo con la cabeza. El mismo año se renovaron las reglas de la hermandad.
En el año 1999 celebró el 75 aniversario de su fundación, dentro del cual llevó a cabo un hermanamiento con la Hermandad de la Esperanza Macarena. Además, se bendijo el nuevo altar de la Virgen, obra de Manuel Guzmán Bejarano.
En el año 2006, en un intento por reorganizar el Martes Santo, retrocedió al sexto lugar para pasar por la carrera oficial, y tras los resultados desfavorables, volvió a ocupar el cuarto lugar que siempre había tenido.
En el año 2019, la hermandad discurrió, tras llegar a la Plaza Nueva, por la calle Zaragoza, San Pablo y la Plaza de la Magdalena, para retomar O'Donnell y llegar a la Campana.
En el año 2024 la hermandad celebró el Primer Centenario de su fundación con multitud de actos. Destacaron unos cultos extraordinarios en la Iglesia de la Anunciación, con una posterior procesión de ambos titulares hasta el Rectorado de la Universidad. Como curiosidad, el Cristo fue acompañado por la Banda del Maestro Tejera, con un repertorio a la altura de marchas clásicas y fúnebres.

## Titulares

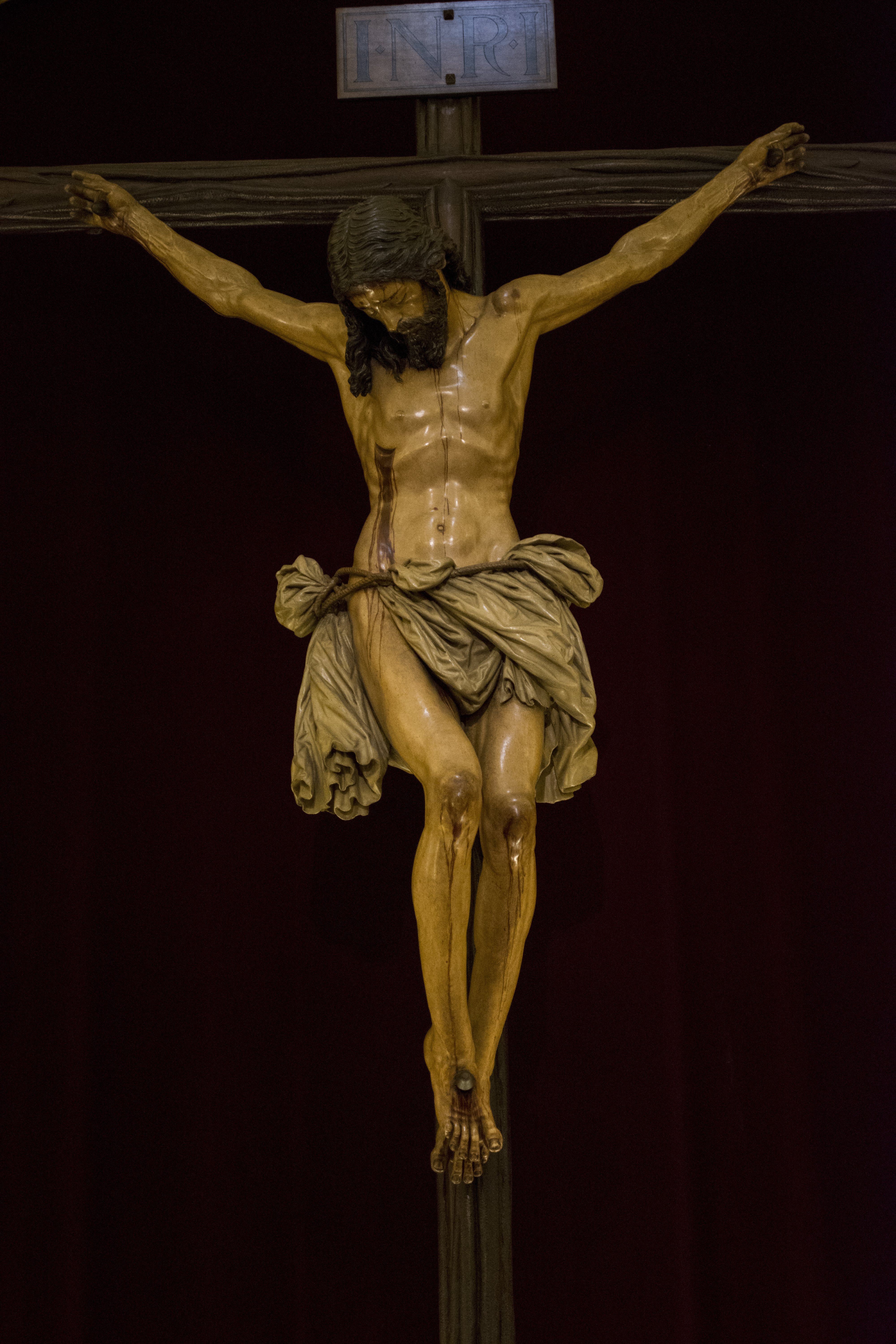
Imagen del Cristo de la Buena Muerte.

El crucificado, Cristo de la Buena Muerte, fue realizado por Juan de Mesa en 1620, para la casa profesa de los jesuitas, que se encontraba en la que luego sería la sede de la universidad.
Fue restaurado en 1983, 1986 y 1994. El paso es de estilo neorrenacentista, realizado en madera de caoba en 1926, y está iluminado por cuatro hachones de color tiniebla. Este paso no lleva acompañamiento musical.

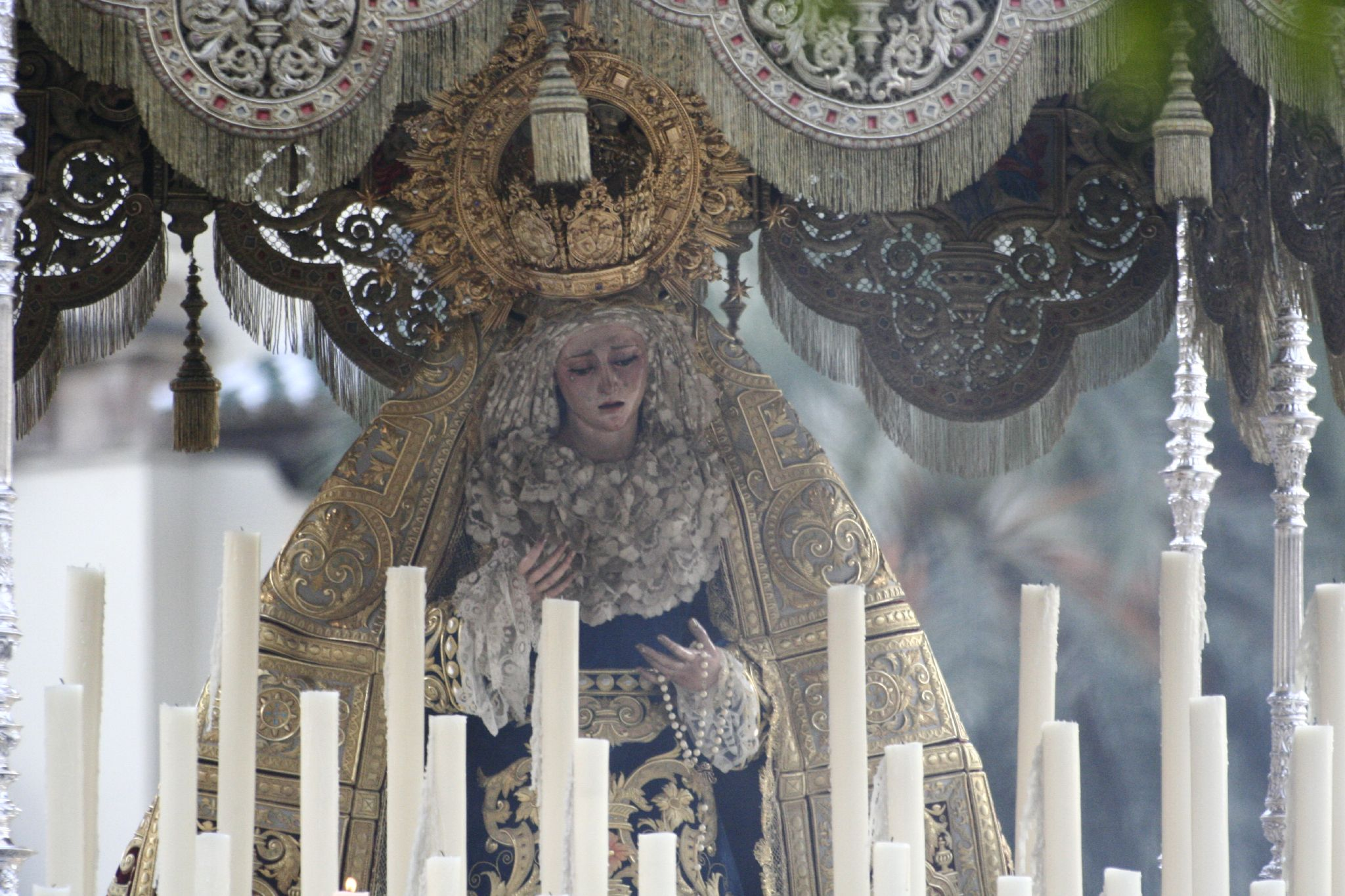
Imagen de María Santísima de la Angustia.

El segundo paso alberga a María Santísima de la Angustia bajo palio. La imagen está atribuida a Juan de Astorga en 1817, y perteneció a la extinta Hermandad del Despedimiento de Nuestro Señor Jesucristo, de su Santísima Madre, Santo Cristo de las Virtudes y Dulce Nombre de María, donde se rendía culto bajo la advocación del Dulce Nombre de María. El paso de palio tiene orfebrería en plata de ley, la candelería está realizada en alpaca y la crestería en plata. El techo y las bambalinas son de terciopelo granate, y llevan bordados realizados entre 1949 y 1958 por Esperanza Elena Caro. 
Fue restaurada en 1985. En 2005 estrenó un manto bordado en oro, y en 2008 el faldón delantero del paso. La Virgen lleva corona en plata dorada. El palio es acompañado en su estación de penitencia por la banda de música de Nuestra Señora del Águila, de Alcalá de Guadaíra.

## Sede
La hermandad que dio origen a esta cofradía se fundó en la Iglesia de la Anunciación en 1924. En 1926 procesionó por primera vez con el paso del Cristo de la Buena Muerte en la estación de penitencia, y desde 1946 procesiona la Virgen de la Angustia bajo palio. En noviembre de 1966 se trasladaron a la Capilla de la Universidad, por lo que el Martes Santo de 1967 comenzó a procesionar desde su actual sede en la Universidad de Sevilla.
|                                          |
| Iglesia de la Anunciación (1924 - 1966). |

|                                              |
| Capilla de la Universidad (1966 - presente). |

## Marchas dedicadas
La hermandad tiene una serie de marchas dedicadas, que son interpretadas por la banda de música del palio:
- Angustia (Pedro Braña Martínez, 1945).
- Cristo de la Buena Muerte (José Albero Francés, 1974).
- Virgen de los Estudiantes (Abel Moreno Gómez, 1987).
- Virgen de la Angustia (Andrés Martos Calle, 2000).
- Virgen de la Angustia (Juan Velázquez Sánchez, 2003).
- La Virgen de la Angustia (Francisco Javier Parra, 2018).
- Maestra (Francisco Javier Torres, 2019).
- Madre de los Estudiantes (Joaquín Ruiz González, 2019).

La marcha "Virgen de los Estudiantes" de Abel Moreno, es considerada un himno en la hermandad, siendo interpretada muchas veces durante la tarde-noche del Martes Santo. Esta marcha tiene en su interior un fragmento del himno universitario "Gaudeamus igitur".

## Paso por la carrera oficial
| Predecesor: Los Javieres | Orden de entrada en la carrera oficial (Martes Santo) 7º lugar | Sucesor: Santa Cruz |